# DEMETER
DEMETER (ang. Detection of Electro-Magnetic Emissions Transmitted from Earthquake Regions) – francuski mały satelita naukowo-badawczy. Jego zadaniem było badanie zakłóceń w jonosferze spowodowanych głównie przez zjawiska naturalne (trzęsienia ziemi, wybuchy wulkanów), ale także przez działalność człowieka – linie wysokiego napięcia, transmisje radiowe na falach bardzo długich i średnich. Głównym organizatorem misji była francuska agencja kosmiczna CNES.

## Przebieg misji
Satelita został wyniesiony na orbitę rakietą Dniepr z kosmodromu Bajkonur w Kazachstanie 29 czerwca 2004. Oprócz niego zostało wtedy wyniesionych kilka miniaturowych satelitów. Misję zaplanowano na dwa lata, została ona jednak przedłużona. W grudniu 2005 obniżono orbitę satelity do 660 km. Misja naukowa zakończyła się 9 grudnia 2010. DEMETER do tej pory pozostaje na orbicie okołoziemskiej.

## Budowa i wyposażenie
Satelitę zbudowała firma EADS Astrium przy współudziale CNES. Był to pierwszy egzemplarz serii Myriade. Ma kształt prostopadłościanu o wymiarach 0,6 × 0,6 × 0,85 m. Jest stabilizowany trójosiowo. W skład systemu stabilizacji i kontroli wysokości wchodzą: szukacz gwiazd, trzy sensory Słońca, magnetometr, żyroskopy i koła reakcyjne. DEMETER został wyposażony w jeden dwuczęściowy rozkładany panel baterii słonecznych będący w stanie wygenerować ok. 200 W mocy. Akumulator litowo-jonowy ma pojemność 14 Ah. Masa startowa satelity wynosiła 132,5 kg, zaś na orbicie 129 kg. Napęd stanowią 4 silniczki o ciągu 1 N każdy, paliwem zaś jest hydrazyna.
Statek został wyposażony w autonomiczny system kontroli orbity (AOC), w skład którego wchodził odbiornik GPS. Zbieraniem i przetwarzaniem danych zajmował się transputer T805 pracujący z częstotliwością 20 MHz, pamięć masowa (oparta na układach EEPROM) miała pojemność 8 Gbit.

### Ładunek naukowy
- IMSC (Instrument Magnetometre Search Coil) – trójosiowy zestaw trzech sensorów magnetycznych
- ICE (Instrument Champ Electrique) – system czterech sensorów elektrycznych
- IAP (Instrument Analyseur de Plasma) – analizator plazmy
- ISL (Instrument Sonde de Langmuir) – sonda Langmuira
- IDP (Instrument Detecteur de Plasma) – detektor cząstek